# ژان دومون
ژان دومون (فرانسوی: Jean Dumont‎؛ زادهٔ ۱۴ اوت ۱۹۴۳) دوچرخه‌سوار اهل فرانسه است.